# Matsudaira Nobutoki
Matsudaira Nobutoki est un nom japonais traditionnel ; le nom de famille (ou le nom d'école), Matsudaira, précède donc le prénom (ou le nom d'artiste).
Matsudaira Nobutoki (松平信祝, 23 décembre 1683-29 mai 1744) est un daimyō du milieu de l'époque d'Edo de l'histoire du Japon.

## Biographie
Matsudaira Nobutoki est le fils ainé de Matsudaira Nobuteru, daimyō du domaine de Koga dans la province de Shimōsa. Il reçoit son nom d'adulte, « Nobutaka », en 1694, nom qu'il conserve jusqu'en 1719 lorsqu'il prend celui de « Nobutoki ».
Le 18 décembre 1697, il reçoit le rang de cour de 5e inférieur et le titre de courtoisie de Kai-no-kami. À la mort de son père le 18 juin 1709, il devient daimyō du domaine de Koga et chef de la branche Ōkōchi du clan Matsudaira. Quelques jours plus tard, son titre de courtoisie est changé pour celui de Izu-no-kami. Le 12 juillet 1712, il est transféré au domaine de Yoshida dans la province de Mikawa, avec une augmentation de revenus à 70 000 koku.
Le 2 février 1729, il est nommé Osaka jōdai et son rang de cour est élevé à 4e inférieur. Le 15 février 1729, il est transféré au domaine de Hamamatsu dans la province de Tōtōmi. Le 11 juillet 1730, il est élevé au rang de rōjū au service du shogun Tokugawa Yoshimune. Son titre de courtoisie est également élevé au statut de chambellan.
Matsudaira Nobutoki est marié à une fille de Sakai Tadataka, daimyō du domaine de Maebashi.

## Source de la traduction
- (en) Cet article est partiellement ou en totalité issu de l’article de Wikipédia en anglais intitulé « Matsudaira Nobutoki » (voir la liste des auteurs).